# Matão
Matão é um município brasileiro do estado de São Paulo. Sua população, segundo o censo demográfico de 2022 era de 79.033 habitantes. O município é formado pela sede, pelo distrito de São Lourenço do Turvo e pelo povoado de Silvânia.

## História
A partir de 1890, quando os primeiros fazendeiros de café se instalaram na região, o núcleo populacional começou a se formar. Por volta de 1894, iniciou-se a construção da capela e a primeira missa foi celebrada no dia 25 de março de 1895, data considerada a de fundação da antiga vila do Senhor do Bom Jesus das Palmeiras.
O número cada vez maior de colonos que chegavam para cultivar suas terras e o estabelecimento de casas de comércio e indústrias impulsionaram o desenvolvimento da região.
A prova maior do interesse que a região despertava foi a chegada dos trilhos da Estrada de Ferro Araraquara em fins de 1889, um dos principais fatores de desenvolvimento do município.
Em 19 de setembro de 1895, foi criado o distrito policial de Bom Jesus das Palmeiras e, em 7 de maio de 1897, passou à categoria de distrito, mudando o nome para Matão, do município de Araraquara. Em 27 de agosto de 1898, criava-se o município.

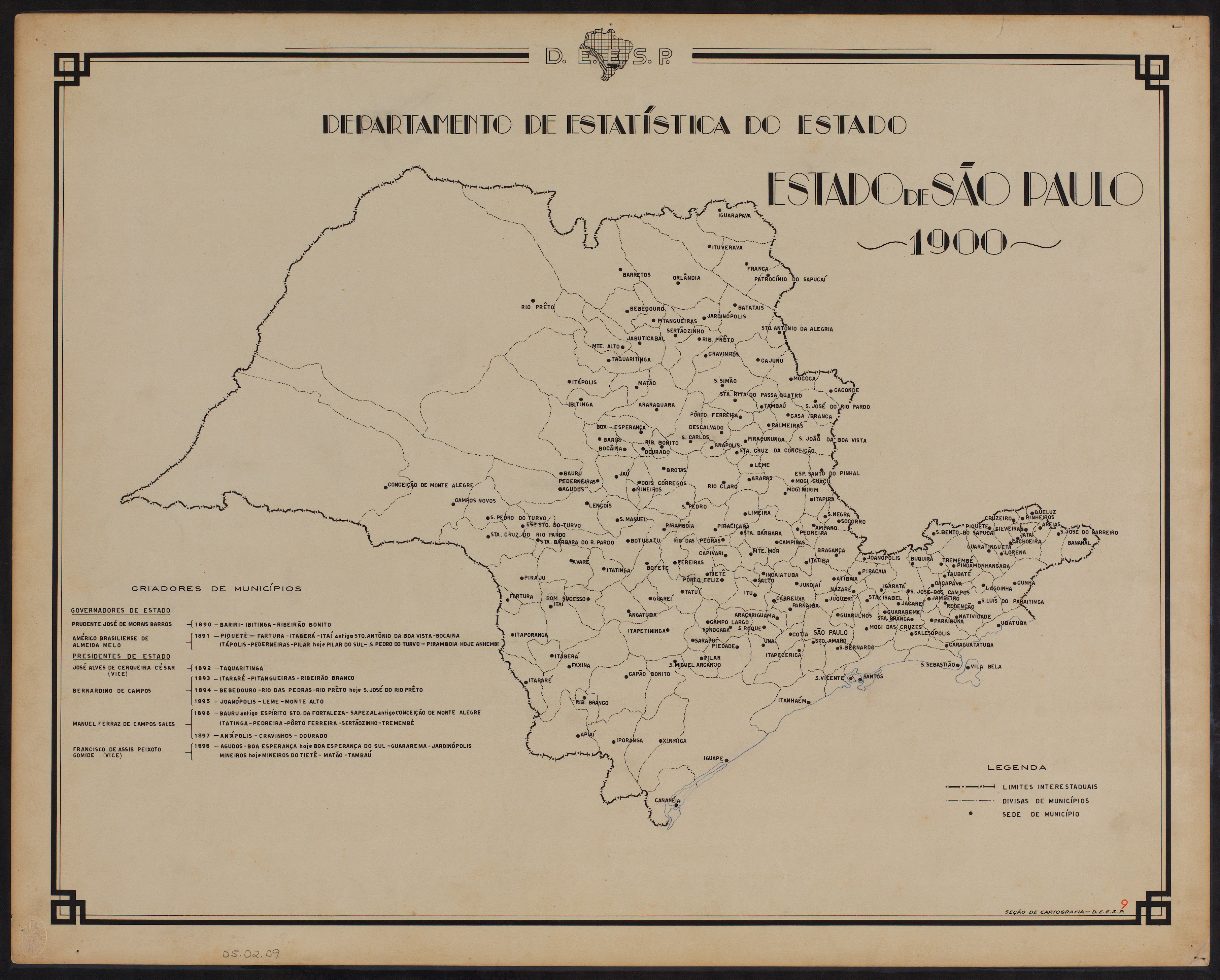
Estado de São Paulo (1900).

## Demografia

### População
| Crescimento populacional                             | Crescimento populacional | Crescimento populacional | Crescimento populacional |
| Ano                                                  | População Total          |                          | %±                       |
| ---------------------------------------------------- | ------------------------ | ------------------------ | ------------------------ |
| 1900                                                 | 8 805                    |                          | —                        |
| 1910                                                 | 17 444                   |                          | 98,1%                    |
| 1920                                                 | 22 320                   |                          | 28,0%                    |
| 1925                                                 | 28 722                   |                          | 28,7%                    |
| 1934                                                 | 31 821                   |                          | 10,8%                    |
| 1937                                                 | 34 019                   |                          | 6,9%                     |
| 1940                                                 | 22 907                   |                          | −32,7%                   |
| 1946                                                 | 20 564                   |                          | −10,2%                   |
| 1950                                                 | 20 551                   |                          | −0,1%                    |
| 1958                                                 | 19 416                   |                          | −5,5%                    |
| 1960                                                 | 22 251                   |                          | 14,6%                    |
| 1970                                                 | 21 953                   |                          | −1,3%                    |
| 1980                                                 | 38 133                   |                          | 73,7%                    |
| 1991                                                 | 63 613                   |                          | 66,8%                    |
| 2000                                                 | 71 753                   |                          | 12,8%                    |
| 2010                                                 | 76 786                   |                          | 7,0%                     |
| 2022                                                 | 79 033                   |                          | 2,9%                     |
| Est. 2024                                            | 80 998                   | [ 9 ]                    | 2,5%                     |
| Fontes: Censos Demográficos IBGE e Estimativas SEADE |                          |                          |                          |

### Dados demográficos
Dados da contagem populacional - 2016
População total: 82.900
Dados da contagem populacional - 2014
População total: 80.990
Dados da contagem populacional - 2010
População total: 76.786
Dados do Censo - 2010
- População Total: 85.550

| População residente | Número de Habitantes |
| ------------------- | -------------------- |
| Urbana              | 80.014               |
| Rural               | 2.876                |
| Homens              | 42.777               |
| Mulheres            | 42.773               |

Densidade demográfica (hab./km²): 142,3
Mortalidade infantil até 1 ano (por mil): 6,9
Expectativa de vida (anos): 78 anos
Taxa de fecundidade (filhos por mulher):
Taxa de alfabetização:92,3%
Índice de Desenvolvimento Humano (IDH-M):
- IDH-M Renda: 0,734
- IDH-M Longevidade:0,813
- IDH-M Educação: 0,871

(Fonte: IPEADATA)

## Geografia

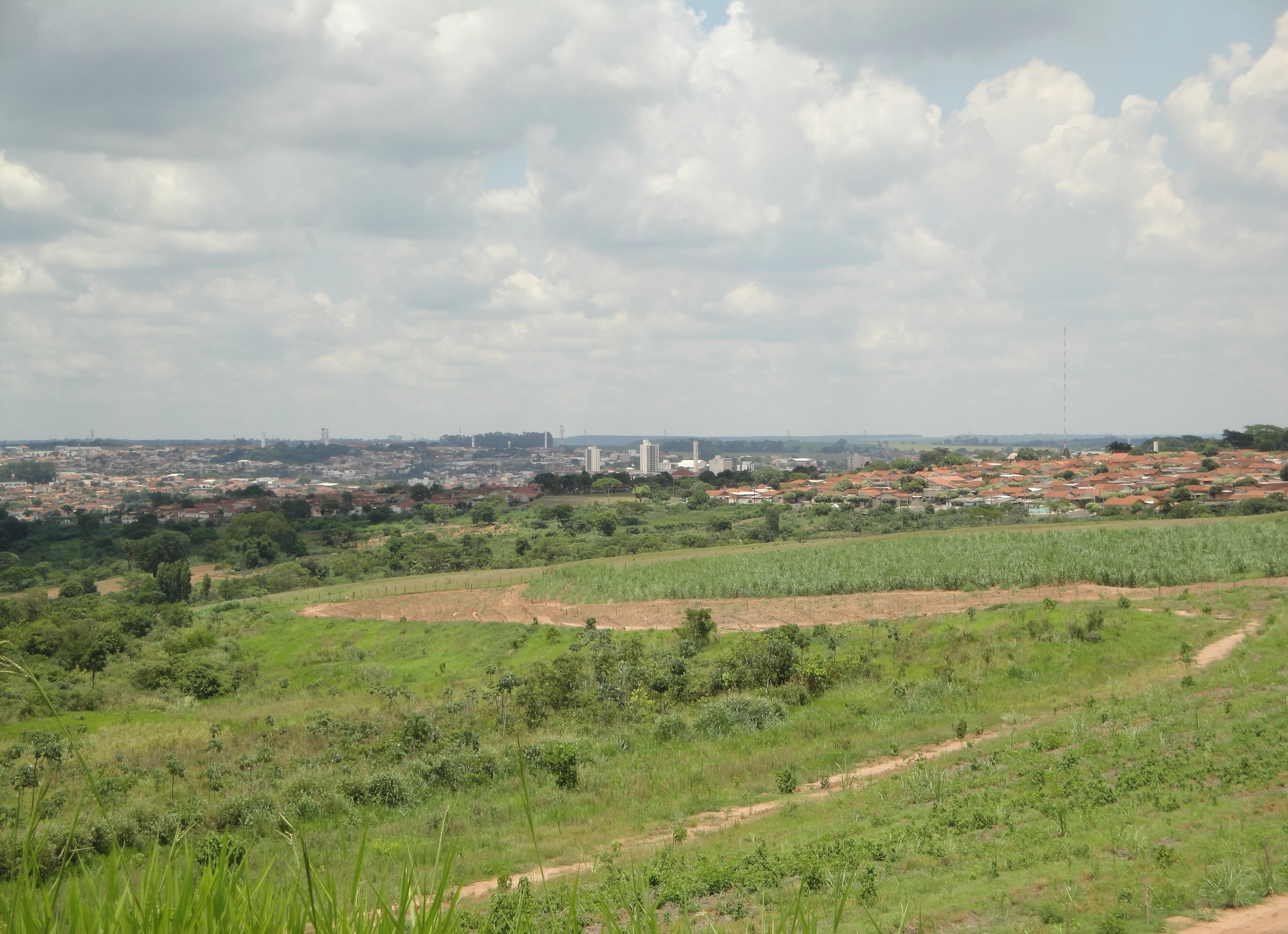
Vista da zona Nordeste da cidade, a partir do trevo Matão - Motuca a foto foi tirada ao lado da Rodovia Brigadeiro Faria Lima.

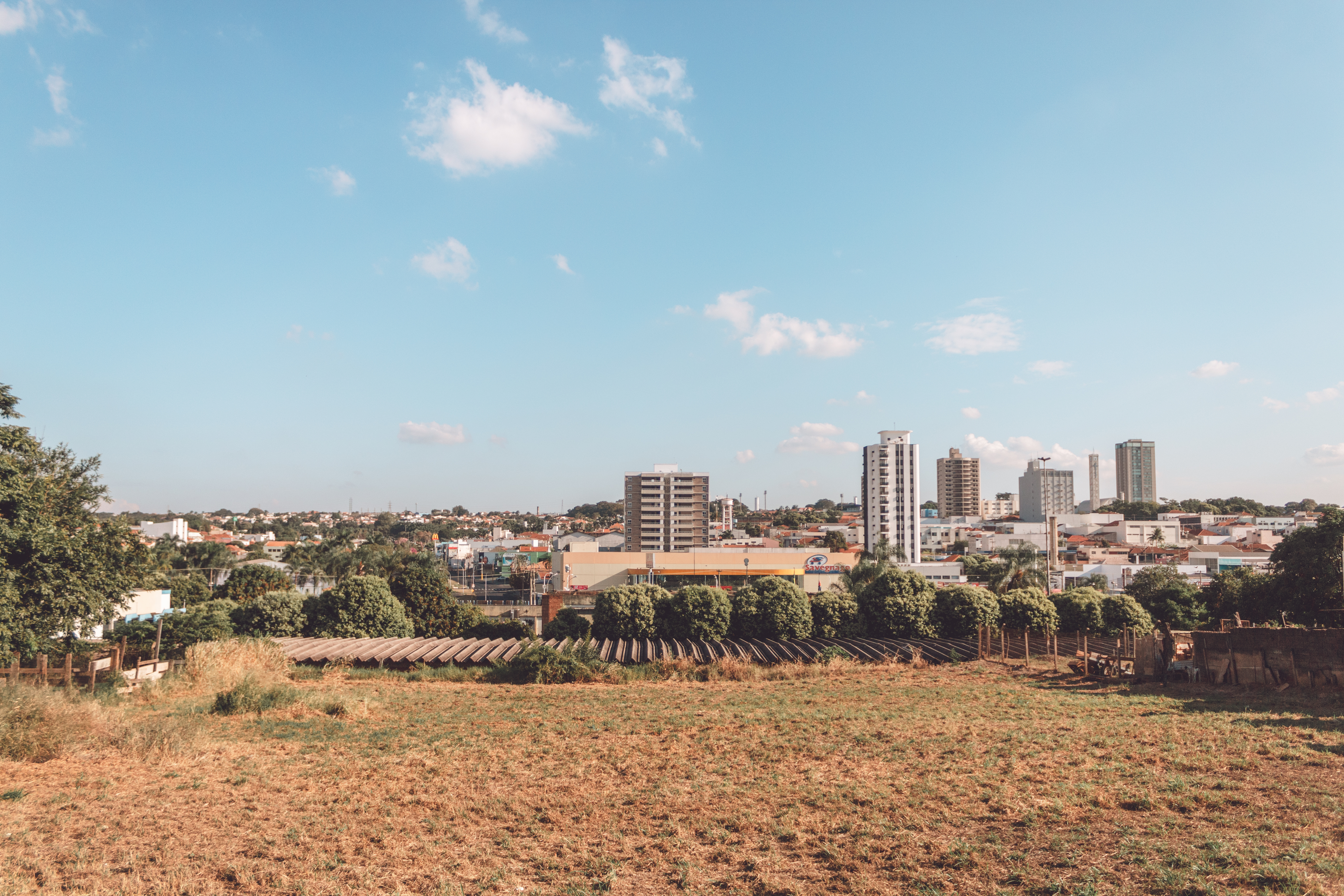
Vista do Centro de Matão com direção ao Sul, Fotografia feita na Rua. Castro Alves em frente a antiga Estação de Ferroviaria.

Localizado na região Norte do estado a 585 metros de altitude, na latitude 21°36'12" sul e na longitude 48°21'57" oeste. Possui uma área de 524,899  km².

### Clima
O clima predominante é o tropical de altitude, com verões quentes e chuvosos e invernos amenos e secos. A temperatura média é de 22 °C, sendo que o mês mais quente é fevereiro (média de 25 °C) e o mais frio, julho (18 °C). A máxima absoluta registrada foi de 41,7 °C, em outubro de 2014, e a mínima absoluta, -3,4 °C, em julho de 1975. A temperatura pode ir além dos 40 °C nos meses de setembro e outubro em alguns anos, e geadas ocorrem entre maio e agosto, sendo fortes a cada 5 anos, em média.[carece de fontes?]

### Hidrografia
Rios
- Rio São Lourenço

Córregos
- Córrego do Cascavel
- Córrego do Cortume
- Córrego da Tabuleta
- Córrego do Tobias
- Córrego Milho Vermelho
- Córrego Espiga Vermelha
- Córrego Las Palmas

Microbacias
- Microbacia de Tietê-Batalha

### Rodovias
- SP-310 - Rodovia Washington Luís
- SP-326 - Rodovia Brigadeiro Faria Lima

### Ferrovias
- Linha Tronco da antiga Estrada de Ferro Araraquara [14]

### Localidades próximas
O diagrama seguinte representa as localidades perto de Matão, que são:

## Infraestrutura

### Transportes
Aéreo
- Aeroporto de Matão

Rodoviário
- Estação Rodoviária
- Estação Ferroviária

### Comunicações
Telefonia
O sistema de telefones automáticos foi inaugurado na cidade em 1973 pela Telecomunicações de São Paulo (TELESP), que também implantou o sistema de discagem direta à distância (DDD) em 1977 com o código de área (0162). Anteriormente a cidade era atendida pela Companhia Telefônica Brasileira (CTB).
Na década de 90 o código DDD da cidade foi alterado para (016), para padronização do sistema telefônico com a telefonia celular que estava sendo implantada em todo o estado.
Televisão
- TV Matão

## Administração
Poder Executivo
Eleito em 2020 com 44,4% dos votos, Adauto Aparecido Scardoelli faleceu, vítima de um infarto, em 04/06/2021, assumindo, em seu lugar, seu vice Aparecido Ferrari (PT).
Poder Legislativo
O Poder Legislativo é representado pela câmara municipal, composta por onze vereadores com mandato de 4 anos. Cabe aos vereadores na Câmara Municipal de Matão, especialmente fiscalizar o orçamento do município, além de elaborar projetos de lei fundamentais à administração, ao Executivo e principalmente para beneficiar a comunidade.
Presidentes da Câmara
- 1989-90: Wilson Luiz Bertachini (PMDB)
- 1991-92: Jonas Wagner Garcia (PMDB)
- 1993-94: José Guilherme Monteiro de Castro (PMDB)
- 1995-96: Luizinho Pedro Antônio (PSDB)
- 1997-98: Cidinho de Souza (PT)
- 1999-00: Antônio Carlos Manzini (PSDB)
- 2001-02: Valtinho Trevizanelli (PPS)
- 2003-04: China Correa (PMDB)
- 2005-06: Cidinho de Souza (PT)
- 2007-10: José Edinardo Esquetini (PSB)
- 2011-14: Agnaldo Navarro (PDT)
- 2015-16: Sandro Trench (PSD)
- 2017-18: Valtinho Trevizanelli (PSB)
- 2019-20: Luis Manzini (PSB)
- 2021-22: Ana Mondini (MDB)

## Religião
O Cristianismo se faz presente na cidade da seguinte forma:

### Igreja Católica
- A igreja faz parte da Diocese de São Carlos.[19]

### Igrejas Evangélicas
- Assembleia de Deus Ministério do Belém.[20][21]
- Congregação Cristã no Brasil.[22]

## Galeria de fotos

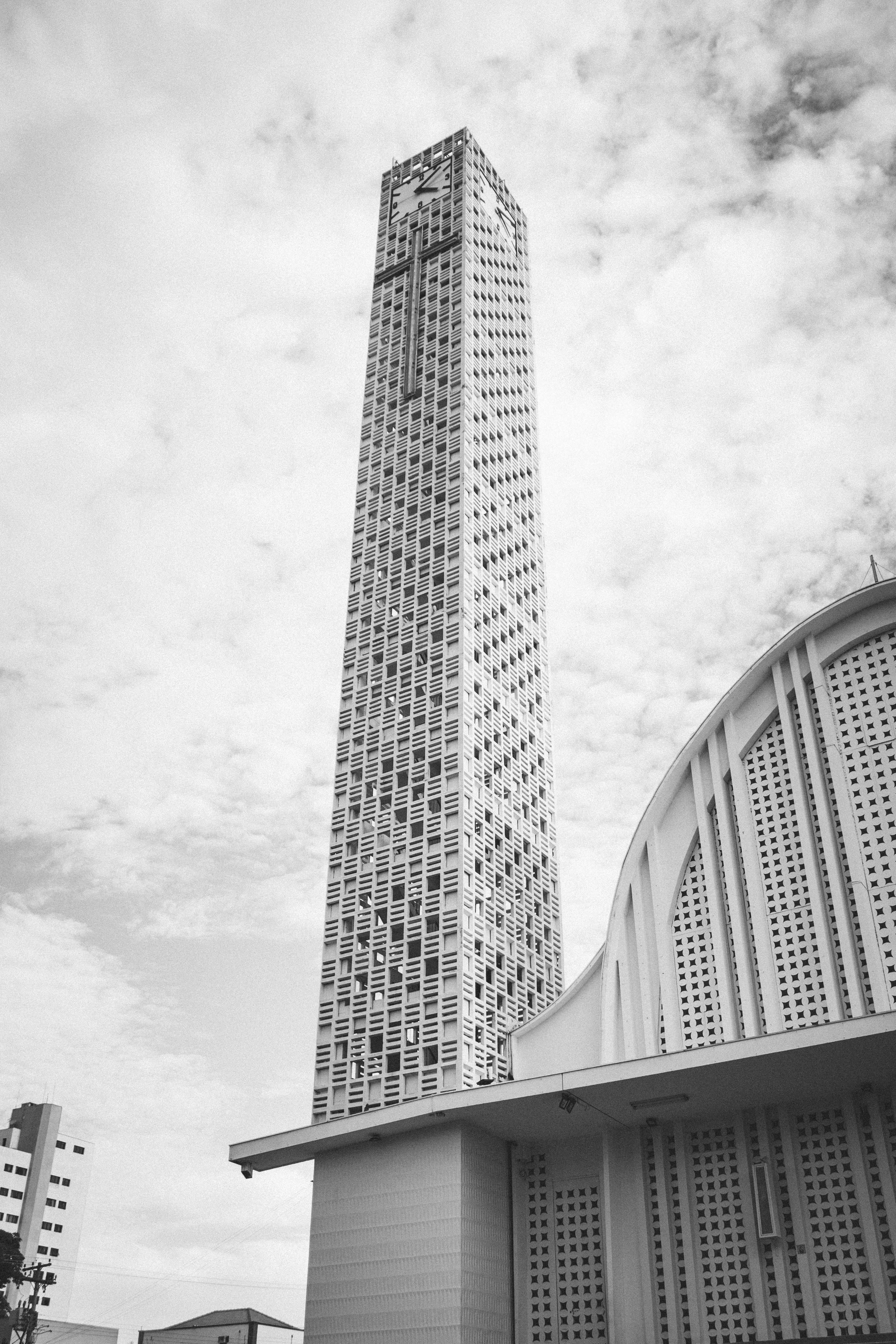
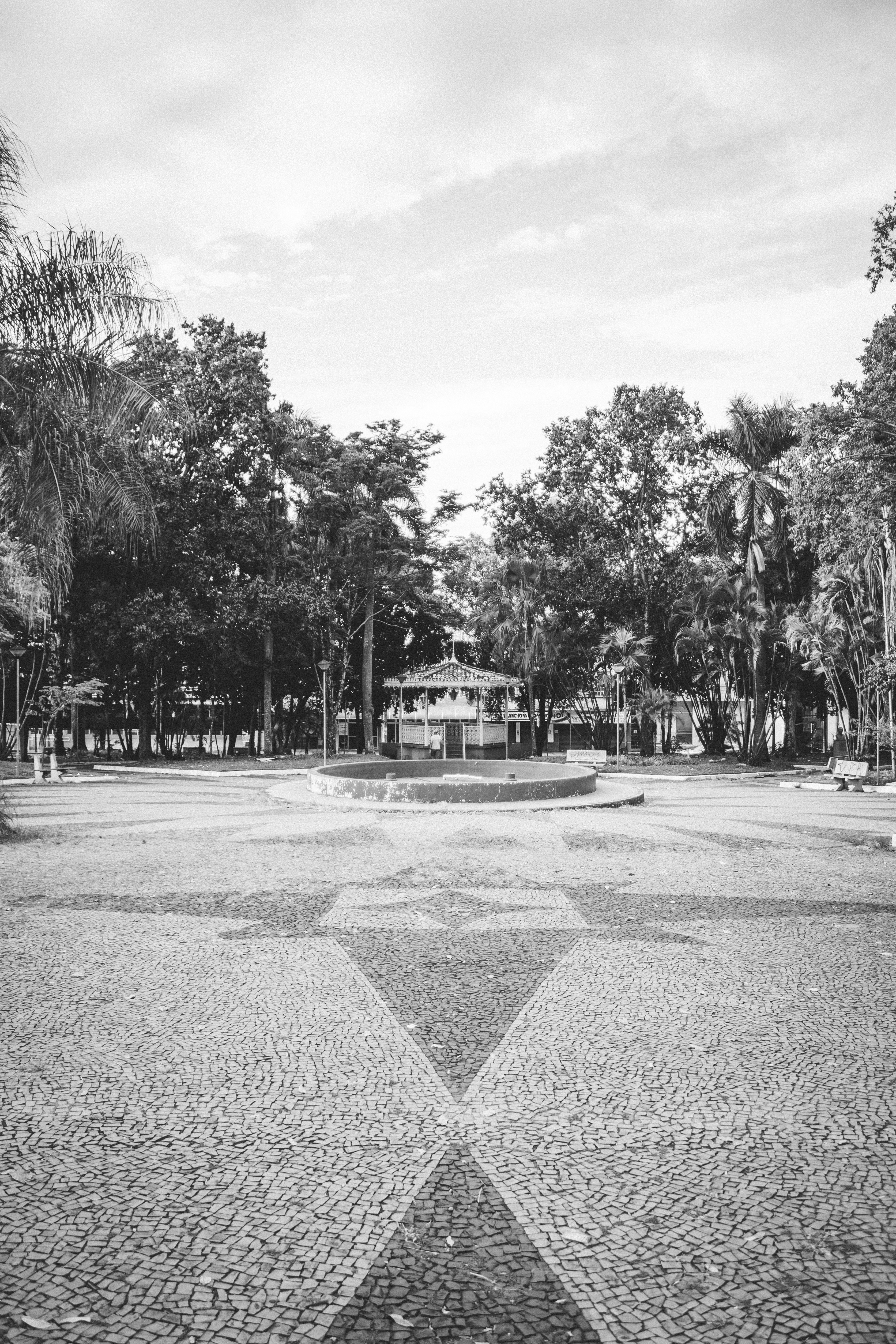
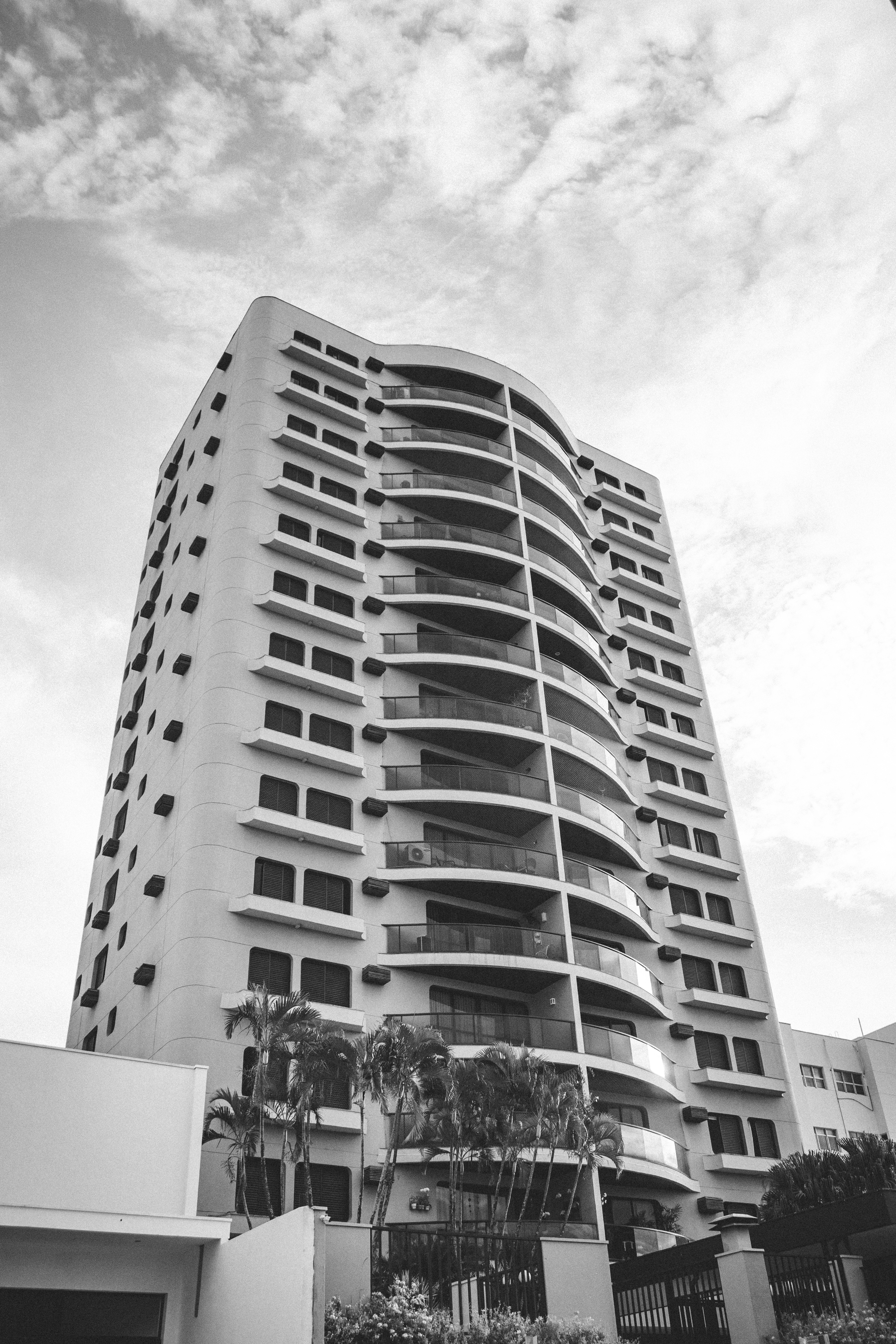
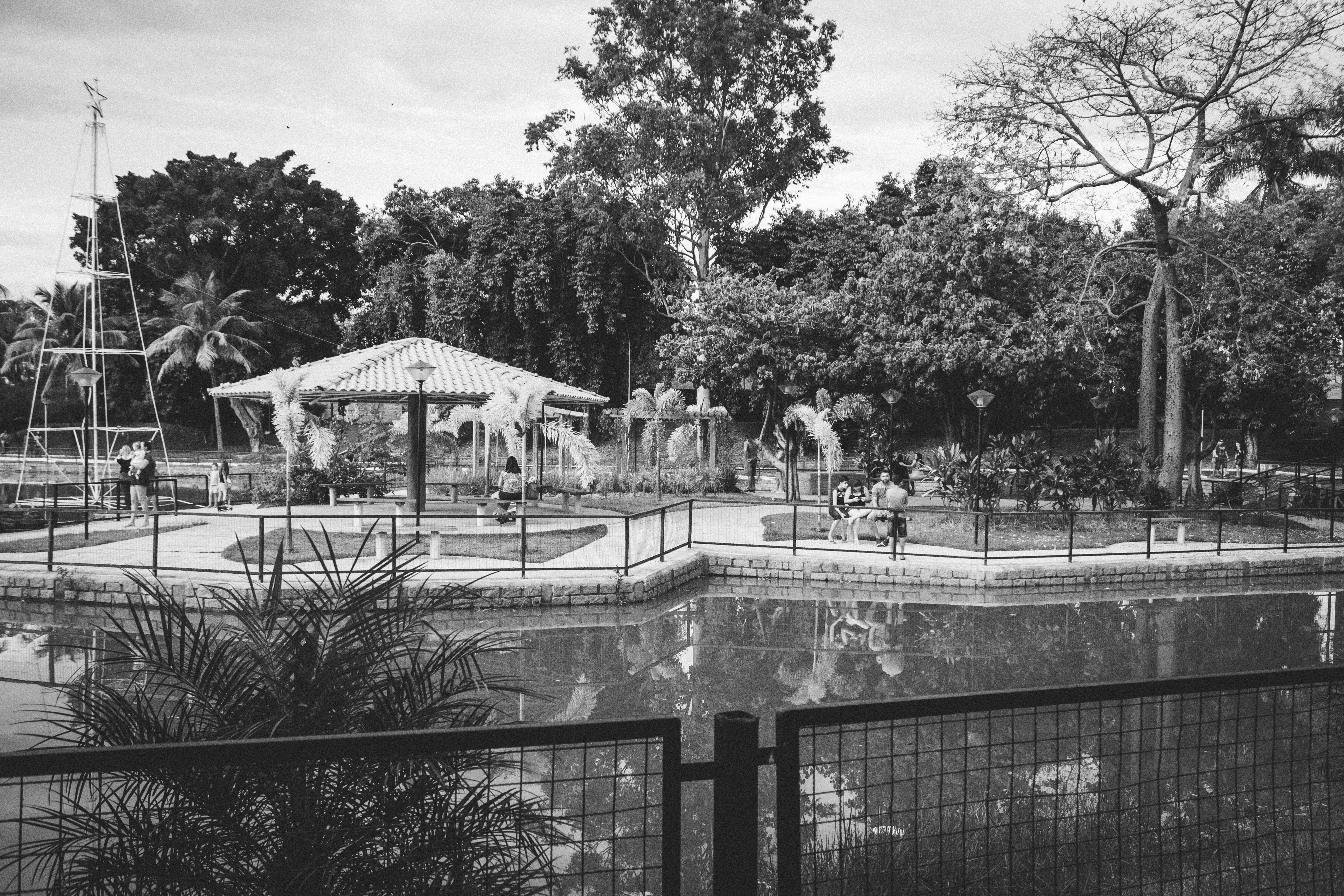
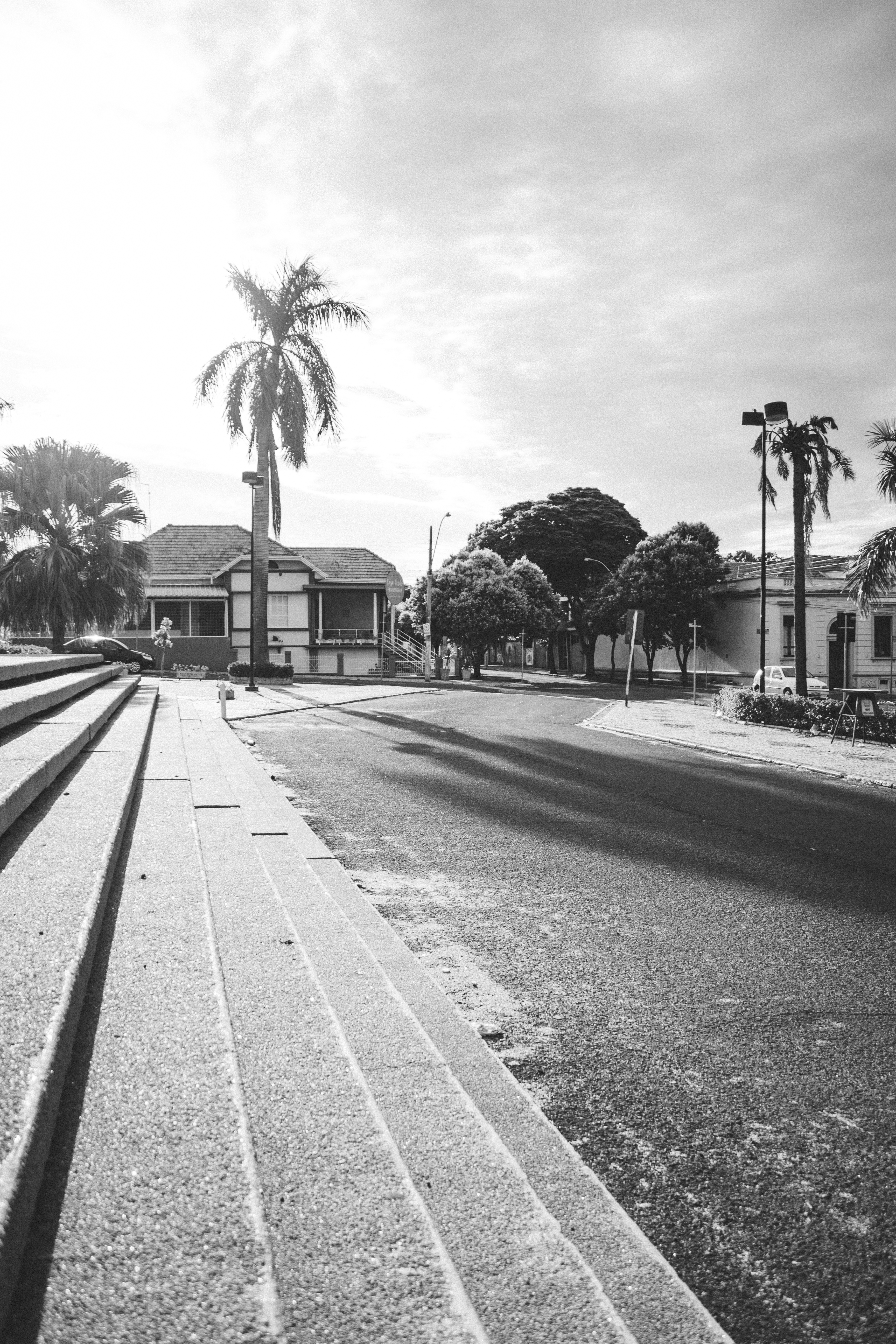